# François Weber
François Weber (Lussemburgo, 21 dicembre 1898 o 1899 – Lussemburgo, 27 gennaio 1961) è stato un calciatore lussemburghese, di ruolo centrocampista.

## Carriera
Ha partecipato alle Olimpiadi del 1924 e del 1928.